# Michael (singel)
"Michael" – utwór grupy Franz Ferdinand, czwarty singel promujący album Franz Ferdinand. Został wydany 16 sierpnia 2004 roku nakładem wytwórni Domino Records. Została użyta w grze Gran Turismo 4 na konsolę PS2.

## Lista utworów

### Wydaniebrytyjskie
Lead vocals performed by Alex Kapranos, except where noted.
CD1
1. "Michael" (Alex Kapranos/Nick McCarthy)
2. "Love and Destroy" (Alex Kapranos/Nick McCarthy)
3. "Missing You" (Alex Kapranos)

CD2
1. "Michael"
2. "Don't Start"
3. "Tell Her Tonight"

7"
1. "Michael"
2. "Michael" (Simon Bookish Remix)
  - Lead vocals performed by Simon Bookish

12"
1. "Michael"
2. "Love And Destroy"
3. "Don't Start"

### Wydanieamerykańskie
12"
1. "Michael"
2. "Dark of the Matinée" (Headman Remix)
3. "This Fire" (Playgroup Remix)
4. "Michael" (Thomas Eriksen Mix)